# طبقه‌بندی‌شده (فیلم ۲۰۲۴)
طبقه‌بندی‌شده یا محرمانه (به انگلیسی: Classified) فیلمی محصول سال ۲۰۲۴ و به کارگردانی رول رین است. در این فیلم بازیگرانی همچون آرون اکهارت، تیم راث و ابیگیل برسلین ایفای نقش کرده‌اند.